# هاردینگستون
هاردینگستون (به انگلیسی: Hardingstone) یک روستا و محله مدنی در بریتانیا است که در Northampton واقع شده‌است. هاردینگستون ۲٬۰۱۴ نفر جمعیت دارد.